# Ždrijebe (zviježđe)
Ždrijebe (lat. Equuleus) je drugo najmanje (poslije Južnog križa) od 88 modernih zviježđa, i jedno od 48 originalnih Ptolomejevih zviježđa.

## Najzanimljiviji objekti dubokog svemira
Zbog svojih malih dimenzija, ovo zviježđe nije bogato nebeskim maglicama.
Najsjajnija galaktika u zviježđu je NGC 7015, sjaja 12.4m, dimenzija 1.8'x1.6'. NGC 7046 je galaktika pridivnog sjaja 13.2m, dok su ostale galaktike u zviježđu još slabijeg sjaja.

## Mitologija
Ždrijebe je vezan uz ždrijebe Celaris, brata krilatog konja Pegaza. Bog Merkur je poklonio Celarisa Kastoru.

## Vanjske poveznice
- The Deep Photographic Guide to the Constellations: Equuleus